# Gruparea Arta nouă
Gruparea Arta nouă a fost o organizație artistică care s-a înființat în anul 1932 ca o alternativă a Grupării Contimporanul, care prin cea de a doua manifestație expozițională pe care a organizat-o, a stârnit ostilitatea publicului amator de artă. Câțiva din membrii Contimporanului au găsit de cuviință să ofere societății culturale bucureștene o o nouă opțiune societară ce cuprindea o participare mai largă a artiștilor ce urmăreau tendințele artistice din străinătate. Astfel, pe lângă inițiatorii Grupării Arta nouă - Milița Pătrașcu, Marcel Iancu, M. H. Maxy și Henri Daniel, s-a alipit o falangă de tinere pictorițe compusă din Nina Arbore, Micaela Eleutheriade, Tania Șeptilici, Lucreția Popp, Olga Greceanu, Claudia Millian și Margareta Sterian.
Societatea a organizat o expoziție ce s-a deschis în ziua de 25 ianuarie 1932 la Sala Ileana. Ostilitatea publicului, reținerea colecționarilor și reacțiile negative din presa de atunci au făcut ca organizația să dispară la scurt timp de la înființare. Cei mai zeloși dintre participanți au ales să se desfășoare folosind aceleași formule în manifestările Grupării plastice Criterion.